# Palau, la película
Palau, la película es una película biográfica argentina-estadounidense de 2019 dirigida por Kevin Knoblock. Narra la historia de cómo Luis Palau se convirtió en uno de los mayores líderes de la iglesia evangélica. Está protagonizada por Gastón Pauls, Alexia Moyano, Santiago Achaga y Agustín Amoedo. La película se estrenó el 4 de abril de 2019.

## Sinopsis
Sigue la historia de Luis Palau, un hombre religioso que compartía la palabra de Dios en las calles de Argentina, hasta que se produce un encuentro con Billy Graham, quien lo impulsa hacia el camino de convertirse en uno de los líderes religiosos más influyentes entre los evangélicos.

## Elenco
- Gastón Pauls como Luis Palau
- Alexia Moyano como Matilde
- Santiago Achaga como Luis Palau (joven)
- Agustín Amoedo como Luis Palau (niño)
- Denise Yañez como María
- Alexandra Bard como Patricia Palau
- Daniel Roebuck como Fred Renich
- Michel Noher como Jorge
- Richard Shelton como Ian Thomas
- Scott Reeves como Ray Stedman
- Fabián Carrasco como Luis Sr.
- Darren Dowler como Billy Graham
- Manuel Ramos como Jorge (joven)
- Jason McDonald como Keith Benson
- Jim Gleason como Sr. Clarke

## Recepción

### Comentarios de la crítica
La película recibió críticas mixtas por parte de la prensa. Gaspar Zimerman de Clarín calificó a la cinta como «mala» por tener un tono de propaganda, donde existen «diálogos acartonados y artificiales», como así también «una pobre reconstrucción espacio-temporal». Luciana Boglioli de La Capital manifestó que Palau, la película es «una obra valiosa para aquellos que busquen indagar en la palabra de Dios».